# Salanueva
Salanueva är en ort i Mexiko.   Den ligger i kommunen Motozintla och delstaten Chiapas, i den sydöstra delen av landet, 900 km sydost om huvudstaden Mexico City. Salanueva ligger 993 meter över havet och antalet invånare är 180.
Terrängen runt Salanueva är kuperad västerut, men österut är den bergig. Salanueva ligger nere i en dal. Runt Salanueva är det ganska tätbefolkat, med 134 invånare per kvadratkilometer. Närmaste större samhälle är Motozintla de Mendoza, 11,5 km nordost om Salanueva. I omgivningarna runt Salanueva växer i huvudsak städsegrön lövskog.